# Konžská demokratická republika
Konžská demokratická republika (do roku 2018 standardizovaným českým názvem Demokratická republika Kongo), označovaná též jako Kongo (Kinshasa) či Kongo-Kinshasa, je stát ve střední Africe, podle rozlohy druhý největší na kontinentu (po Alžírsku) a 11. největší na světě. Jeho 104 milionů obyvatel z něj činí čtvrtý nejlidnatější stát v Africe (po Nigérii, Etiopii a Egyptu) a patnáctý na světě. Úředním jazykem je francouzština, a jde tedy o největší frankofonní stát světa. Hlavním a největším městem je Kinshasa. Jeho sousedy jsou Angola, Burundi, Středoafrická republika, Konžská republika, Rwanda, Jižní Súdán (od 9. července 2011, do té doby Súdán), Tanzanie, Uganda a Zambie. Přístup k moři má prostřednictvím krátkého úseku pobřeží v západním výběžku svého území.
První významným státem na území Konžské demokratické republiky bylo Konžské království, které existovalo od 14. do 19. století kolem ústí řeky Kongo, a kde došlo ke spontánní christianizaci po kontaktu s prvními Evropany, Portugalci. Roku 1885 získal zemi jako osobní vlastnictví belgický král Leopold II. Obyvatelstvo bylo přinuceno vyrábět kaučuk, přičemž 10 milionů lidí zemřelo na následky vykořisťování a další miliony byly zmrzačeny. Pod mezinárodním tlakem musel král roku 1908 stát předat Belgii. Kongo dosáhlo nezávislosti 30. června 1960. Brzy však vypukla tzv. konžská krize, v níž se nejlépe zorientoval Joseph-Désiré Mobutu, který se později přejmenoval na Mobutu Sese Seka. Po státním převratu se ujal moci a zemi přejmenoval v roce 1971 na Zair. Vládl jako krutý diktátor, na počátku 90. let však začala jeho moc slábnout. Destabilizace celé oblasti v důsledku rwandské genocidy v roce 1994 vedla v roce 1996 k invazi vedené Rwandou. Tato první konžská válka svrhla Mobutua. Novým prezidentem se stal Laurent-Désiré Kabila, který změnil název země na Demokratická republika Kongo. Napětí mezi prezidentem Kabilou a přítomnými rwandskými vojáky vedlo ke druhé konžské válce v letech 1998 až 2003, do které se nakonec zapojilo devět afrických zemí, a v níž zahynulo 5,4 milionů lidí. Laurent-Désiré Kabila byl roku 2001 zavražděn, ve funkci ho nahradil jeho syn Joseph, který vládl značně autoritářsky. Po všeobecných volbách v roce 2018, v prvním mírovém přechodu moci v zemi od získání nezávislosti, Kabilu vystřídal jako prezident Félix Tshisekedi.
Konžská demokratická republika je jednou z nejbohatších zemí světa co se týče minerálů: nalézají se zde největší světové zásoby kobaltu nutného pro výrobu elektroniky a také významné zásoby diamantů, zlata a mědi. Klíčovým obchodním partnerem země je v současnosti Čína, která například v roce 2012 odebrala polovinu vývozu Konga, v drtivé většině vytěžených surovin. Země je členem Hnutí nezúčastněných zemí, Africké unie a Společného trhu pro Východní a Jižní Afriku.

## Historie

### Raná historie
Oblast Konga byla osídlena před 90 000 lety, jak ukazuje objev harpuny v Katanze. Jde o jednu z nejstarších ostrých harpun, jaké kdy byly nalezeny. Byla nejspíše užívána k lovu sumce říčního. Bantuové přišli do oblasti během prvního tisíciletí před naším letopočtem. Ve středověku založili významné říše: Konžskou a Kubskou říši. Konžskou říši založil ve 13. století Mimi-a-Lukemi. Jeden z jeho následníků, Nzinga Mbemba, inspirován kontaktem s Portugalci, přijal křesťanství. Obě tyto státní jednotky se dokázaly udržet až do 19. století. Říše Konga objevil v roce 1482 portugalský mořeplavec Diogo Cão. Do poloviny 17. století se vztahy mezi říšemi a Portugalci rozvíjely rovnoprávně. V té době došlo ke konfliktu a část Konžské říše v oblasti Luandy se rozpadla. V průběhu 17. století Portugalci zakládali na pobřeží osady a místní obyvatele odvlékali do otroctví.

### Svobodný konžský stát (1877–1908)

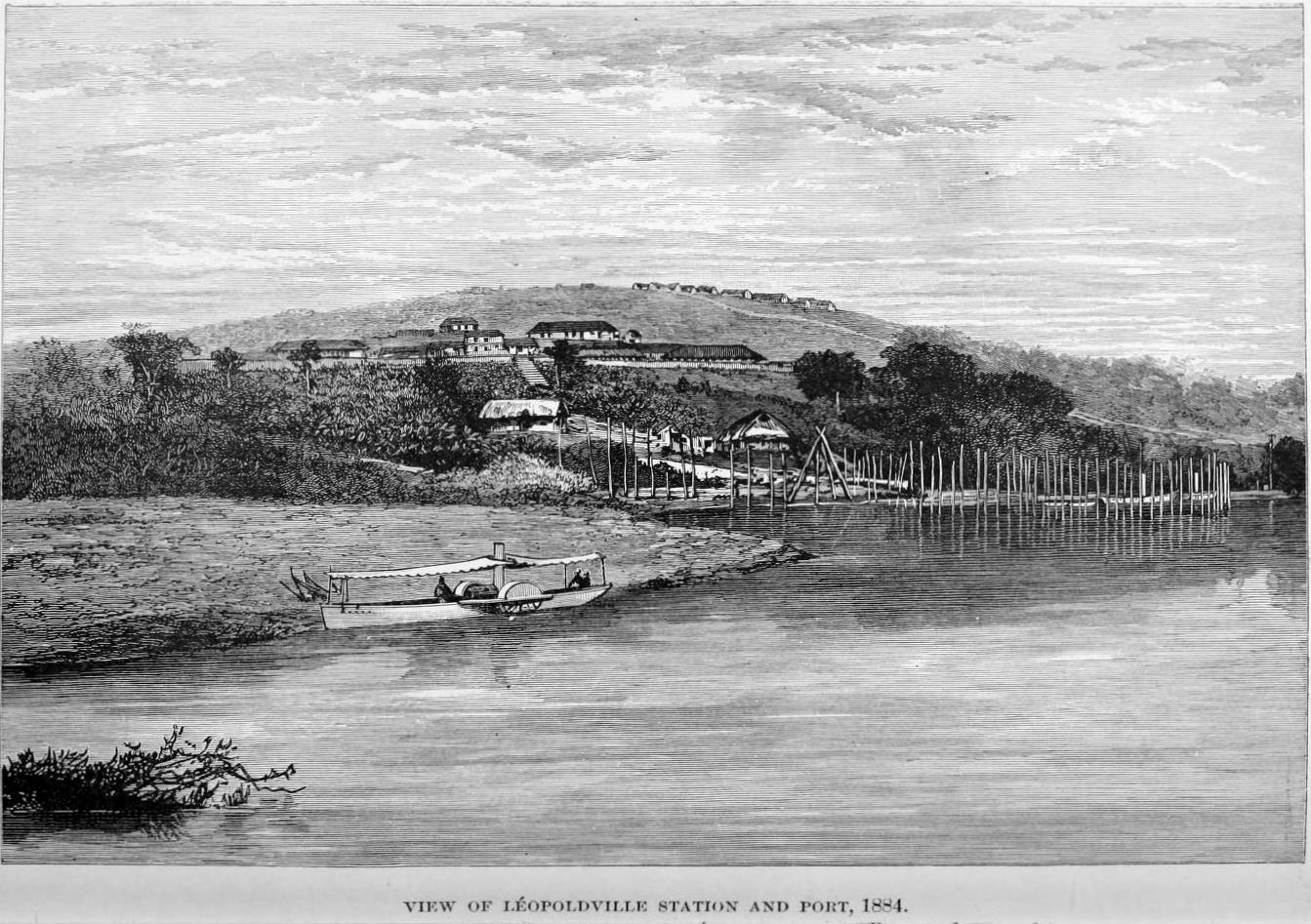
Pohled na Leopoldville a přístav v roce 1884.

Podrobnější objevování a podmaňování Konga začalo probíhat od 70. let 19. století Henrym Mortonem Stanleym (nar. John Rowlands) za podpory belgického krále Leopolda II., který si tuto zemi přál mít za svou kolonii a snažil se o to i v rámci Mezinárodní africké asociace, které předsedal. To se podařilo formálně roku 1885 na konferenci v Berlíně. Země se stala jeho osobním vlastnictvím a pojmenoval jej Svobodný stát Kongo. Jeho režim se vyznačoval brutalitou ve snaze vytěžit peníze z přírodních zdrojů. Byla zřízena armáda (Force publique), která terorizovala kvůli těžbě obyvatele. V tomto období byl počet obyvatel v důsledku masakrů, nemocí a rozvratu domorodé společnosti „zredukován“ na polovinu, tj. o cca 10 miliónů. Důsledkem bylo mnoho protestů ze strany evropských spisovatelů a Sira Mortona, jejichž následkem byl belgický parlament donucen převzít Kongo jako svou kolonii. Rovněž král Leopold II. se ocitl v izolaci, když se od něho odvrátila řada evropských panovníků.

### Belgické Kongo (1908–60)
V době Belgického Konga se podmínky zlepšily. Na některých školách se dokonce vyučovaly místní jazyky Bantu, což nebylo v koloniích obvyklé. Doktorům se podařilo pokročit v boji proti spavé nemoci. Byly stavěny železnice a kompletní infrastruktura, politika ovšem často pokulhávala a lidé ve městech žili rasově odděleně. Veškerou moc měl belgický parlament a koloniální guvernér, lidé neměli žádnou. V padesátých letech bylo vytvořeno vyšší třídou obyvatel hnutí za rovnoprávnost.
Belgické Kongo bylo přímo zapojeno do obou světových válek. Během první světové války se Force Publique utkaly s německou koloniální armádou v Německé východní Africe. Force Publique dosáhly pozoruhodného vítězství, když po těžkých bojích vpochodovaly v září 1916 do Tabory. Po roce 1918 za to byla Belgie odměněna Společností národů odevzdáním německé kolonie Ruanda-Urundi.
Během druhé světové války poskytovalo Belgické Kongo zásadní zdroj příjmů belgické exilové vládě v Londýně a Force Publique se opět účastnily spojeneckých kampaní v Africe. Během druhé východoafrické kampaně konžské síly pod vedením belgických důstojníků bojovaly proti italské koloniální armádě v Etiopii. Z Konga také pocházel materiál pro výrobu americké atomové bomby.

### Samostatnost a politická krize (1960–65)

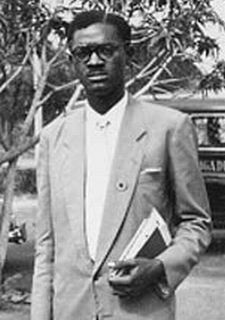
Patrice Lumumba byl první premiér DR Kongo

V květnu 1960 zvítězilo v parlamentních volbách rostoucí nacionalistické hnutí Mouvement National Congolais (MNC) vedené Patricem Lumumbou. Prezidentem byl zvolen Joseph Kasavubu. Dne 30. června 1960 země vyhlásila nezávislost. Zpočátku vystupovala pod názvem Republika Kongo. Francouzské Kongo na západních hranicích si však tento název po osamostatnění přisvojilo také a pro rozlišení se k názvu státu přidává hlavní město (tj. Kongo-Brazzaville a Kongo-Leopoldville respektive Kongo-Kinshasa). Tento stav trval do roku 1964, kdy se Kongo přejmenovalo na Demokratickou republiku Kongo.
Krátce po získání samostatnosti začaly proti novému režimu bojovat provincie Katanga a Jižní Kasai a 100 000 Evropanů v panice opustilo zemi po útocích proti bílému obyvatelstvu. V tu dobu prezident Kasavubu odvolal premiéra Lumumbu, který to nazval protiústavním a vystoupil proti prezidentovi. Do této situace vstoupily Spojené státy, které chtěly zničit jakékoli komunistické myšlenky v zemi, a proto finančně podporovaly armádu vedenou Josephem Mobutem. Lumumba byl roku 1961 zavražděn katangžskými silami, které měly podporou jak USA tak Belgie (která stále stála o těžbu diamantů a mědi). Nastal chaos a začaly se střídat vlády. V roce 1964 během operace Rudý drak belgičtí výsadkáři osvobodili 1800 evropských rukojmích, které zadržovali rebelové.

### Zair (1971–97)

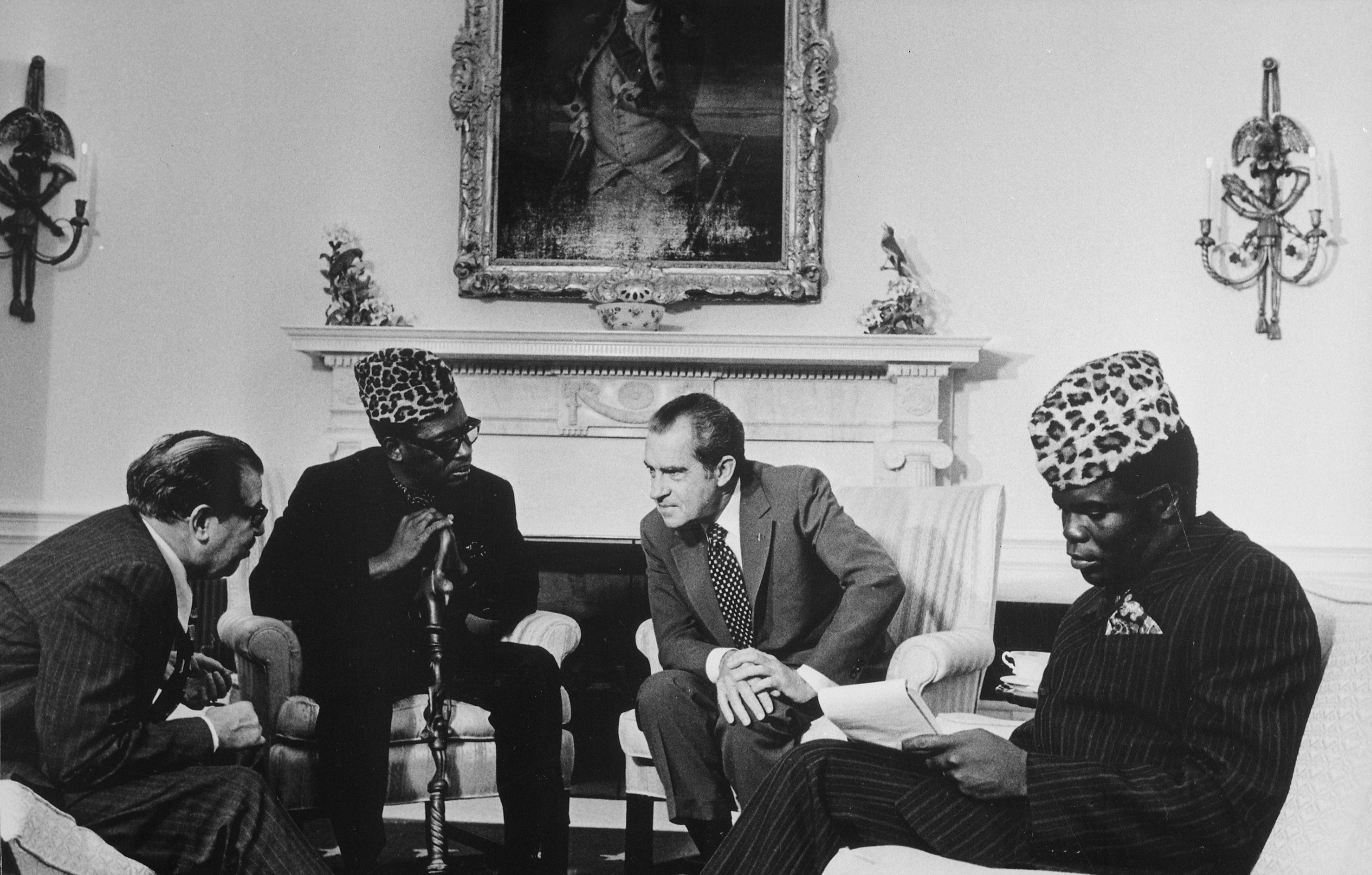
Setkání Mobuta a Richarda Nixona ve Washingtonu v roce 1973

Po dlouhých letech nestability svrhnul Mobutu v roce 1965 pučem Kasavubu a stal se hlavou státu. Nastala vláda jedné strany. Nový prezident vytvořil jednostranický systém, kterému vévodilo Lidové revoluční hnutí (Mouvement Populaire de la Révolution), zestátnil těžební průmysl a další důležité sektory národního hospodářství. Vládl pomocí autokratických metod (přímá kontrola ekonomiky, médií, kult osobnosti, vojenská represe). Realizoval také „kulturní revoluci“ v rámci které se snažil Kongo „poafričtit“. Název země se změnil z Konžské demokratické republiky na Zair, hlavní město Leopoldville na Kinshasu, Stanleyville na Kisangani atd. Sám prezident si změnil jméno na Mobutu Sese Seko Kuku Ngbendu Wa Za Banga. Těmto změnám se začalo říkat Authenticité, často také „mobutizace“ nebo „zairizace“. Situace se stala stabilní, ale Mobutu byl, přes jeho kult osobnosti mezi obyvateli, podezříván z nashromáždění čtyř až patnácti miliard dolarů na svých švýcarských účtech. Tato částka je velice podobná částce státních dluhů. Po pádu Sovětského svazu a změně makropolitického klimatu ochladly vztahy s USA. Bez podpory USA vyvstaly požadavky na reformy. Tato atmosféra nejdříve donutila Mobuta vyhlásit roku 1990 třetí republiku, jejíž ústava měla otevřít cestu demokratickým reformám. V roce 1994 však propukla občanská válka a země byla obtěžkána přívalem uprchlíků ze Rwandy. Reformy se ukázaly jen jako kosmetické a pod nátlakem byl nakonec Mobutu donucen uprchnout.

### Kontinentální a občanská válka (1996–dosud)

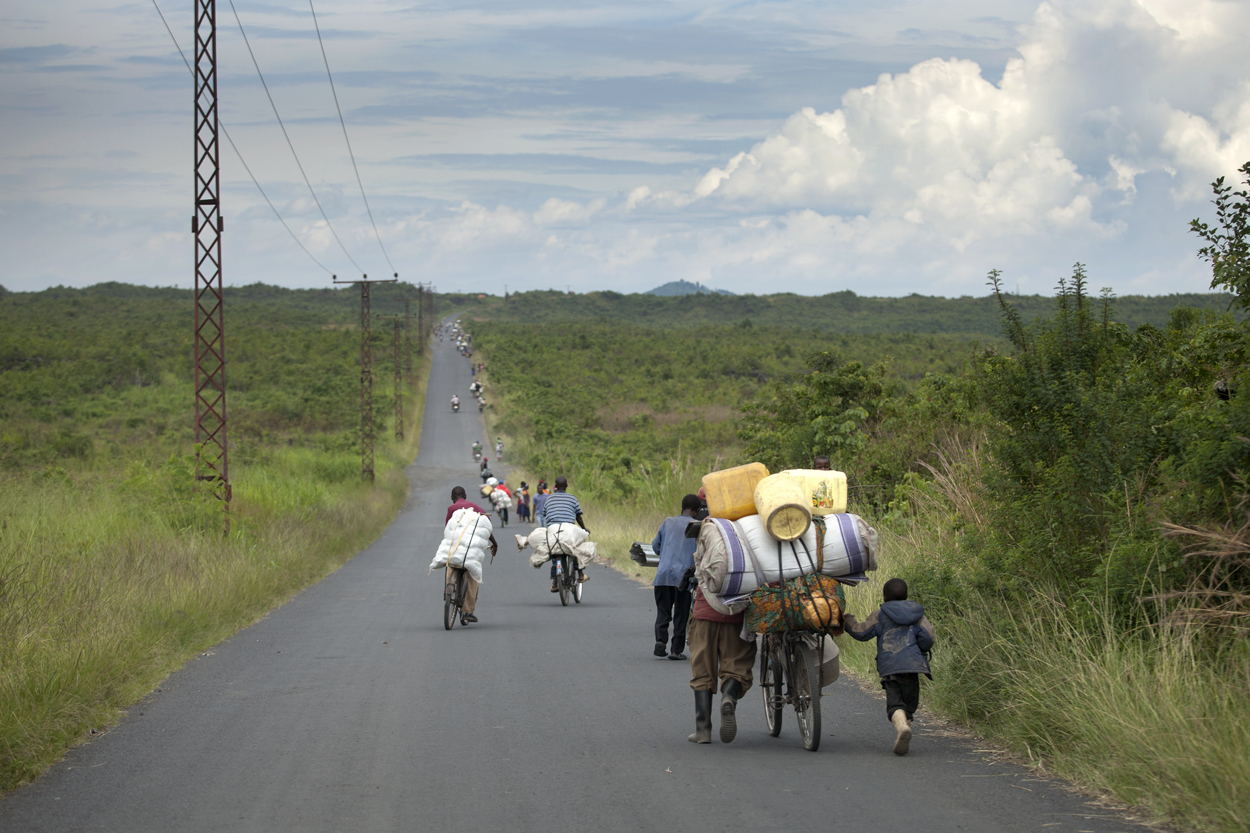
Lidé prchají před boji v konžské válce, která si vyžádala přes 4 miliony obětí

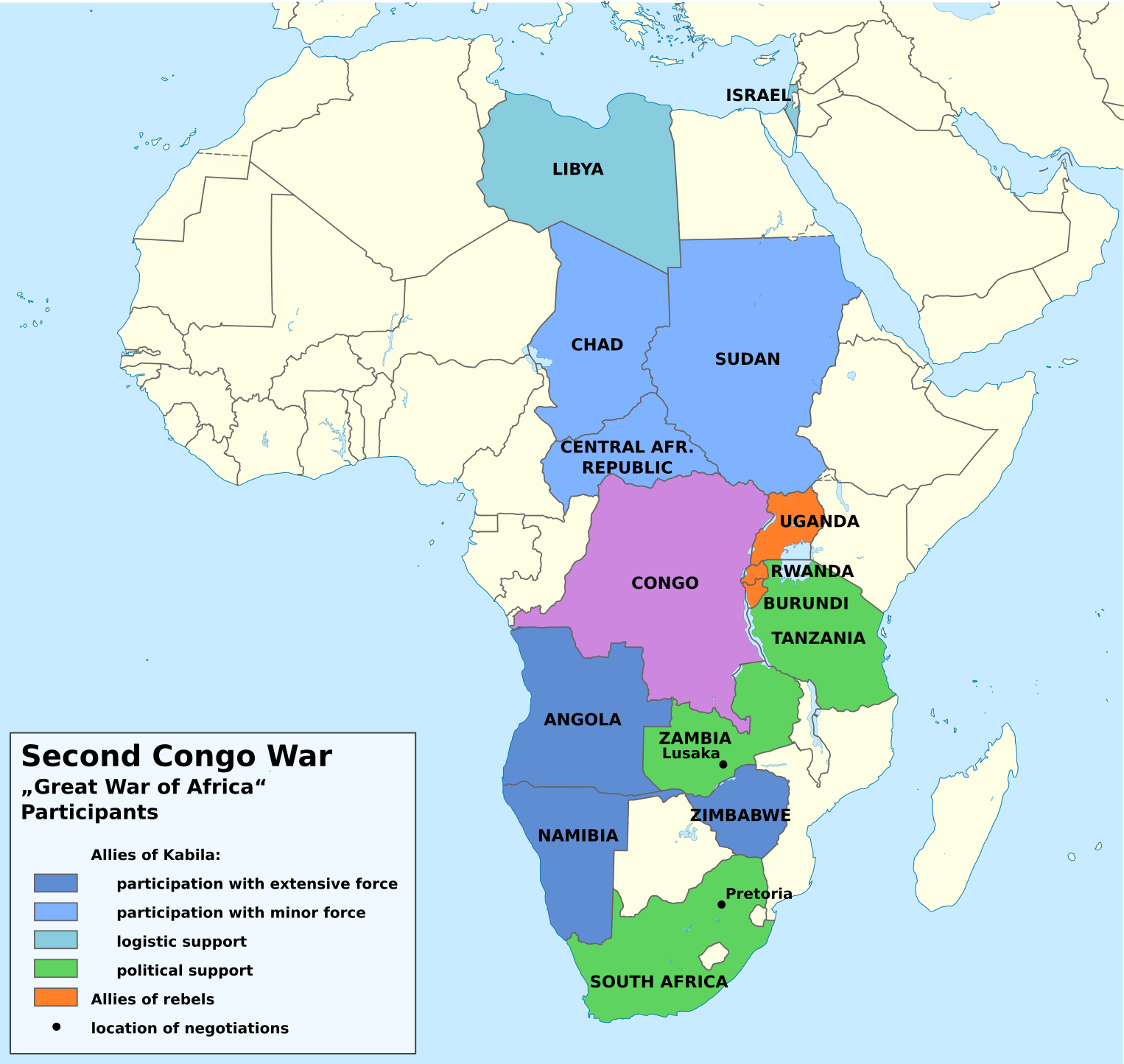
Druhé války v Kongu se na straně vlády i povstalců zúčastnilo několik afrických států

Do roku 1996 se občanská válka spojená s genocidou v sousední Rwandě „přelila“ do tehdejšího Zairu. Kromě více než milionu civilistů uprchli do Zaire i příslušníci milicí Hutu, které posléze využívaly zdejší tábory k útokům na rwandské území (v dané době pod kontrolou Tutsiů). Rwandská vláda proto vyslala do oblasti své ozbrojené síly. Společně s Ugandou pak podpořila zformování povstaleckého hnutí, nazvané Spojenectvím demokratických sil pro osvobození Konga-Zaire. (Alliance des Forces démocratiques pour la Libération du Congo-Zaire, AFDL), které se pod vedením Laurenta-Desiré Kabily nejprve zmocnilo východu země a poté postupně proniklo do vnitrozemí. Během osmi měsíců dostali povstalci značnou část území Konga pod svou kontrolu a 17. května 1997 ovládli hlavní město Kinshasu a svrhli režim prezidenta Mobutua. Velitel AFDL Kabila se po krachu mírových vyjednávání mezi povstalci a zástupci vlády prohlásil novým prezidentem. Roku 1997 převzal vládu a přejmenoval zemi zpět na Demokratickou republiku Kongo (Kinshasa).
Kabilovi spojenci, mezi kterými byli i Rwanda a Uganda, se však brzy obrátili proti němu. Vznikla tak druhá konžská občanská válka. Nakonec musely intervenovat oddíly ze Zimbabwe, Čadu, Angoly, Namibie a Súdánu. V roce 1999 bylo podepsáno příměří, které ovšem nezabránilo bojům na východu země, které jsou financovány z ilegální těžby diamantů. O dva roky později byl Kabila zavražděn a místo něj nastoupil jeho syn Joseph Kabila. Většina východu však zůstává nezabezpečena až dodnes a denně zde umírá kolem tisíce lidí. Nejde zde jen o mnohé spory mezi etnickými skupinami, ale i velké množství dalších složitých aspektů mezi osmi africkými zeměmi a mnoha ozbrojenými silami. V tomto konfliktu již zemřelo 3,8 miliónů obyvatel. Tento konflikt je dosud nejkrvavějším v historii od druhé světové války.
Sinafasi Makelo, zástupce pygmejského etnika Mbuti, řekl v roce 2003 domorodému lidovému fóru OSN, že jeho lidé byli během občanské války v Kongu loveni a jedeni, jako by to byla zvířata. S kanibalismem se setkali i v sousední provincii Severní Kivu, kde používali Pygmeje i jako otroky.
Přímým následovníkem druhé konžské války je konflikt v provincii Kivu a konflikt v provincii Ituri.

### Kabilova éra 2001–2018
Dne 16. ledna 2001 byl Laurent-Désiré Kabila zavražděn. Místo něj dne 26. ledna 2001 nastoupil do prezidentského úřadu jeho syn Joseph Kabila, který se tak bez voleb udržel v de facto prezidentském úřadu až do voleb v roce 2006.

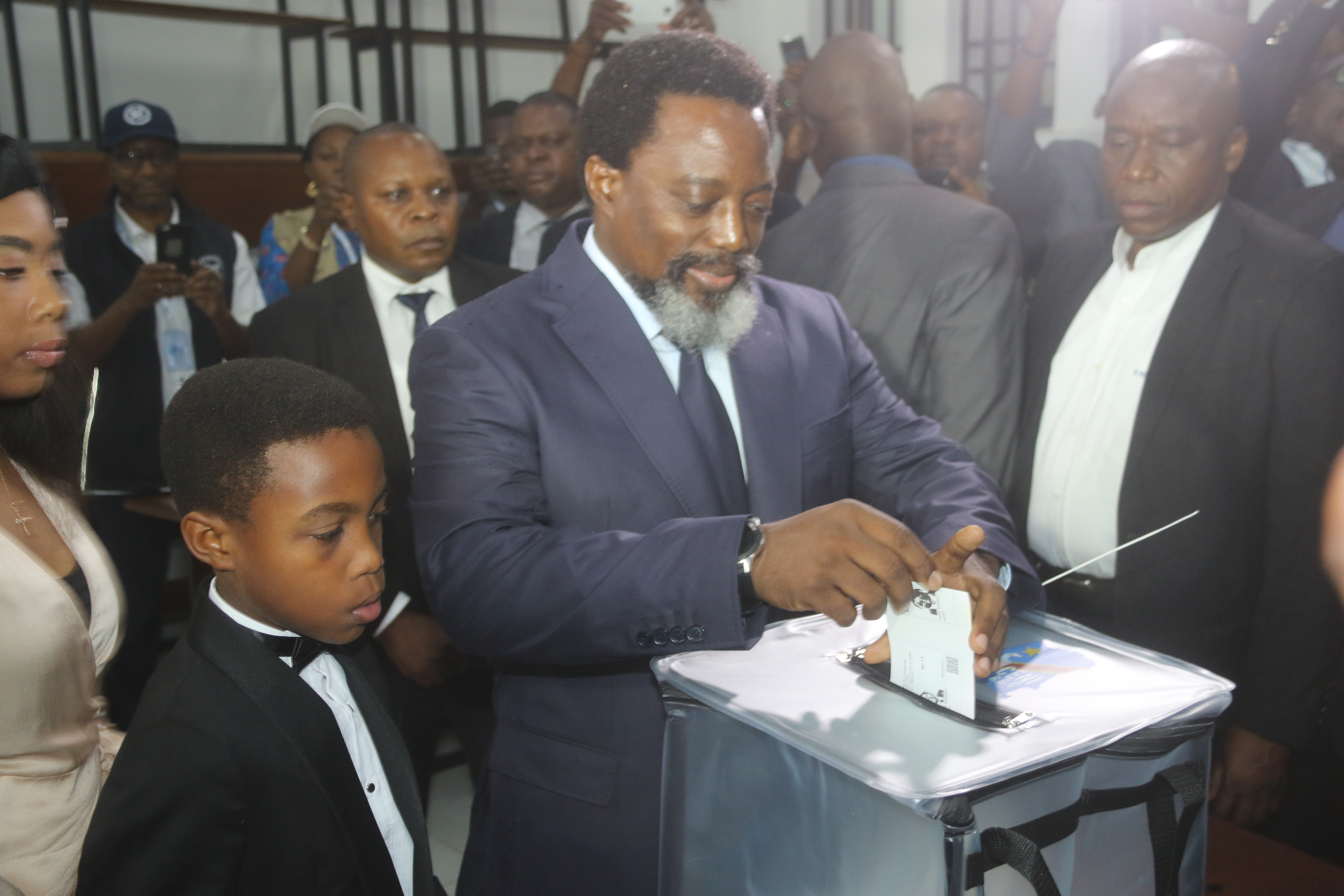
Kabila volí ve volbách 2018

30. července 2006 proběhly v Kongu první volby od roku 1960 se zastoupením více než jedné strany. Joseph Kabila zde dostal 45 % hlasů, jeho oponent Jean-Pierre Bemba s 20 % volby neuznal za platné. Tato událost vyprovokovala boje v hlavním městě, kdy zemřelo 16 lidí. Druhé volby se konaly 29. října, Kabila opět vyhrál s 58 %.
11. listopadu 2011 proběhly v Kongu další volby, široce pokládané za zfalšované. Zvítězil v nich opět Joseph Kabila. Po volbách následovaly násilnosti.
Od roku 2012 se vláda v provincii Severní Kivu potýká s řadou povstání hnutí M23, z jehož podpory je obviňována Rwanda.

### Volby 2018 a přesun moci
Všeobecné a prezidentské volby proběhly po opakovaných odkladech dne 30. prosince 2018. Prezident Kabila se nakonec vzdal zvažované třetí (již neústavní) kandidatury. Vládní koalice proto do voleb vyslala předsedu své parlamentní skupiny Emmanuela Shadaryho, pokládaného za nástroj k pokračování Kabilovy moci. Dvěma hlavním opozičním kandidátům bylo zabráněno se voleb zúčastnit na základě jejich odsouzení v minulosti.
Volební komise CENI vítězem voleb vyhlásila opozičního kandidáta Felixe Tshisekediho, syna někdejšího opozičního veterána. Podle odhadů církevních pozorovatelů však možným vítězem prezidentských voleb byl spíše další kandidát opozice Martin Fayulu, který Tshisekediho obvinil z dohody s Kabilou na převzetí moci. Felix Tshisekedi byl do funkce prezidenta uveden dne 24. 1. 2019 v historicky prvním klidném převzetí moci v zemi.

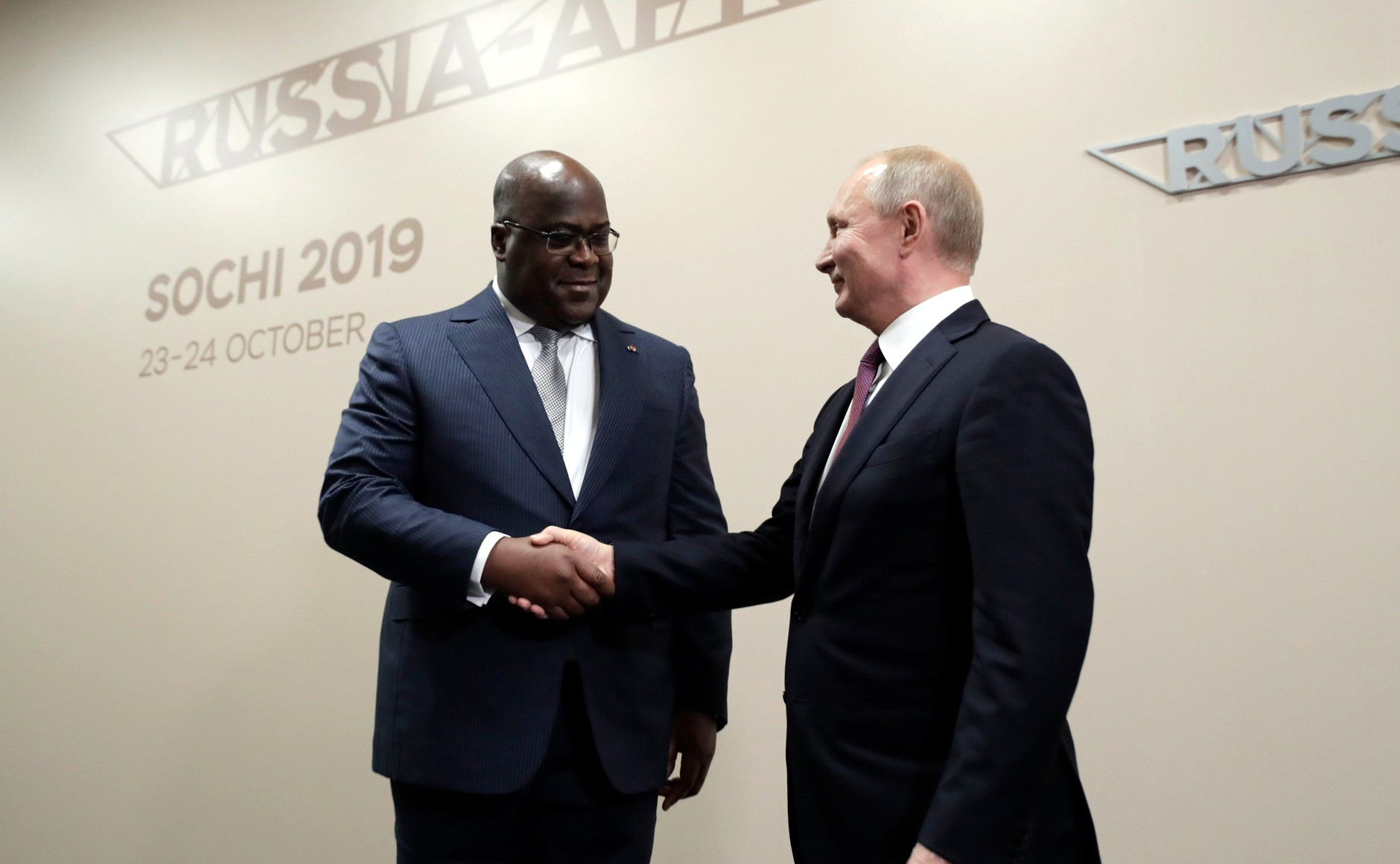
Konžský prezident Tshisekedi a ruský prezident Vladimir Putin na rusko-africkém summitu v Soči v říjnu 2019

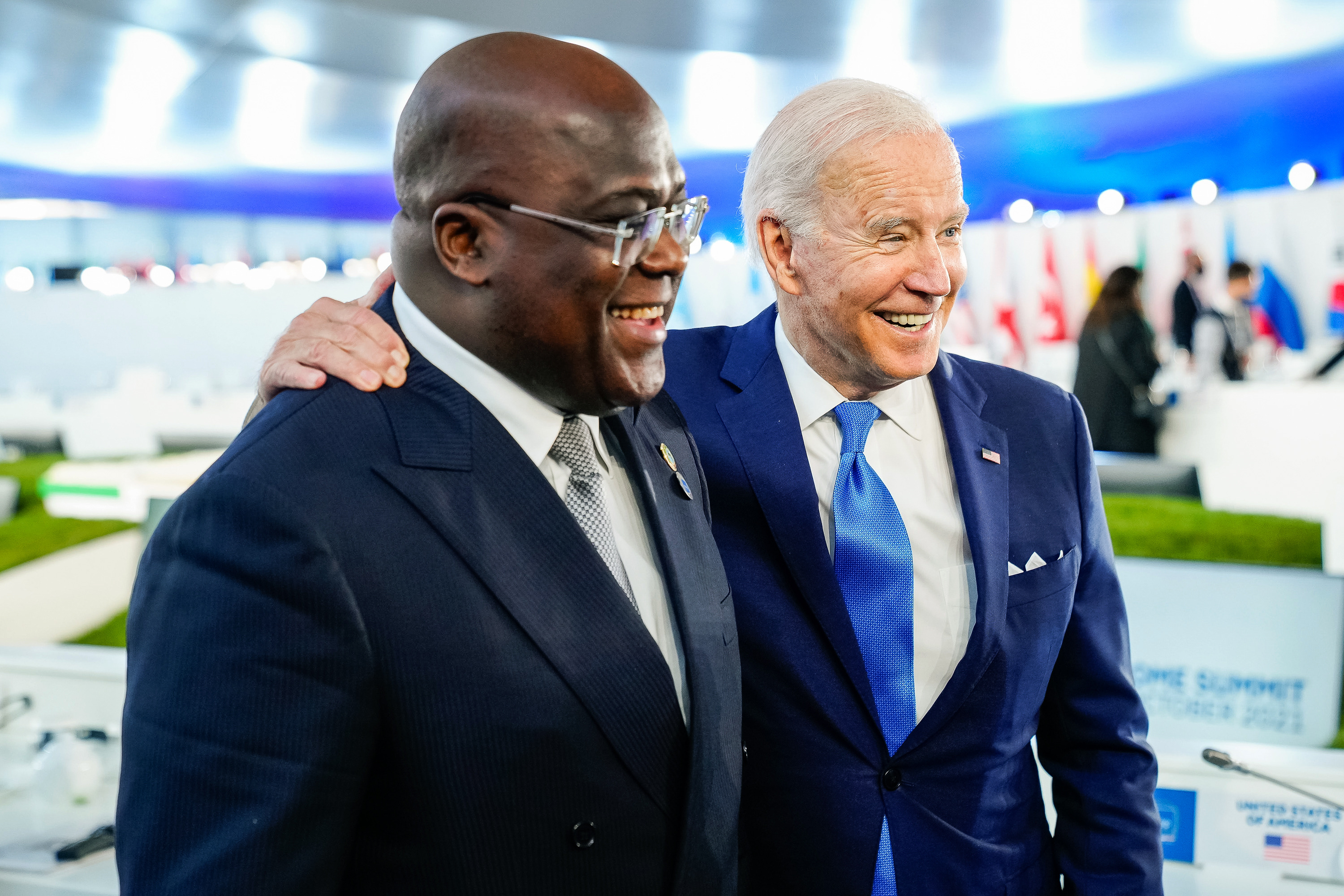
Tshisekedi a americký prezident Joe Biden na summtu G20 v Římě v říjnu 2021

Političtí spojenci Kabily si udrželi kontrolu nad klíčovými ministerstvy, legislativou, soudnictvím a bezpečnostními službami. Tshisekedimu se však posutpně podařilo posílit svou moc. Sérií kroků získal podporu téměř 400 z 500 poslanců Národního shromáždění. Prokabilovští předsedové obou komor parlamentu byli vytlačeni. V dubnu 2021 byla vytvořena nová vláda bez příznivců Kabily
Rozsáhlá epidemie spalniček v zemi si v roce 2019 vyžádala téměř 5 000 mrtvých. Epidemie eboly skončila v červnu 2020 a způsobila 2 280 úmrtí během 2 let. Další, menší epidemie eboly v Rovníkové provincii, začala v červnu 2020 a nakonec způsobila 55 úmrtí. Globální pandemie covidu-19 zasáhla v březnu 2020 také DR Kongo, přičemž očkovací kampaň začala 19. dubna 2021.
Italský velvyslanec v Konžské demokratické republice Luca Attanasio a jeho bodyguard byli zabiti v Severním Kivu dne 22. února 2021. Dne 22. dubna 2021 vyústila setkání mezi keňským prezidentem Uhuru Kenyattou a Tshisekedim v podepsání nových dohod zvyšujících mezinárodní obchod a bezpečnost (boj proti terorismu, přistěhovalectví, kybernetická bezpečnost a cla) mezi oběma zeměmi. V únoru 2022 došlo k destabilitě kvůli zveřejnění z obvinění ze státního převratu, který se ale nezdařil.
Po prezidentských volbách v roce 2023 měl Tshisekedi jasné vedení. Dne 31. prosince 2023 úředníci uvedli, že prezident Felix Tshisekedi byl znovu zvolen se ziskem 73 % hlasů. Devět opozičních kandidátů podepsalo prohlášení o odmítnutí voleb a vyzvalo k opakování voleb.
V lednu 2025 zahájilo hnutí M23 s podporou Rwandy novou ofenzívu v konžské provincii Severní Kivu. Protivládní povstalci dobyli město Goma a další území na východě DR Konga. Konžská vláda obvinila povstalce a Rwandu, že se pokouší zmocnit konžských nerostných surovin. Rwanda uzavřela smlouvu s EU na dodávky strategických surovin pro Green Deal, ale část těchto surovin získávala od povstalců z DR Konga. V únoru 2025 povstalci dobyli milionové město Bukavu. V červnu 2025 však obě strany konfliktu podepsaly za mediace Spojených států amerických mírovou smlouvu.

## Státní symboly

### Vlajka
Vlajka Konžské demokratické republiky je tvořena modrým listem o poměru stran 3:4 se šikmým, červeným pruhem vedeným ze žerďového do vlajícího okraje se žlutými lemy. V horním rohu je žlutá, pěticípá hvězda.

### Znak
Státní znak Konžské demokratické republiky je tvořen levhartí hlavou, provázenou vlevo (nejedná se o heraldický znak) kosmo sloním klem a vpravo šikmým kopím (vše v přirozených barvách). Pod těmito figurami je červená, dvakrát přeložená stuha se zlatým státním heslem ve francouzštině JUSTICE PAIX TRAVAIL (česky Spravedlnost, mír, práce). Celý výjev je položen na kameni šedé či šedohnědé barvy.

## Geografie

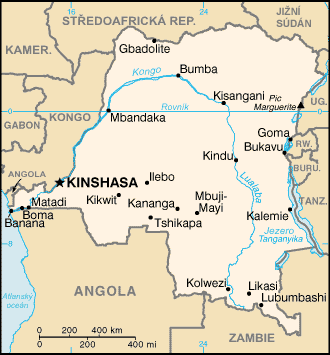
Mapa Konžské demokratické republiky

Na plošně malou pobřežní nížinu na západě, kde má díky řece Kongo přístup k Atlantskému oceánu, navazuje úzký pruh, který odděluje konžské vnitrozemí od oceánu. Na velké části území se rozprostírá Konžská pánev. Na východní hranici se nachází pohoří Ruwenzori s nejvyšším vrcholem Margherita (5 109 m n. m.), dále jezera Albert, Edward, Kivu, Tanganika a Mweru.
Řeka Kongo a její přítoky (hlavní přítoky zahrnují řeky Kasai, Sangha, Ubangi, Aruwimi a Lulonga) tvoří páteř konžské ekonomiky a transportu. Řeka Kongo teče na západ od Kisangani těsně pod vodopády Boyoma, pak se dále stáčí jihozápadně, teče kolem Mbandaky, spojuje se s řekou Ubangi a dále do Maleba. Kinshasa a Brazzaville jsou na opačných stranách řeky. Dále se řeka zužuje a padá do hlubokých kaňonů. Pak už protéká do Atlantiku. Řeka Kongo je druhý největší tok Afriky a má druhé největší povodí na světě (hned za Amazonkou). Úzký pás země na severu od řeky Kongo a řeka samotná poskytují jediný přístup Konga k Atlantiku.

### Podnebí
Sever se nachází v oblasti vlhkého tropického klimatu. Roční teploty se zde pohybují kolem 25 °C a průměrné roční srážky kolem 2 000 mm. Na jihu země spadne v rozmezí od září do května až 1 500 mm a teplota vzduchu je výrazně kolísavější.

### Fauna a flóra
Na území Konžské demokratické republiky lze nalézt celkově kolem 8 000 až 10 000 rostlinných druhů, které však v některých oblastech řídnou, díky vlivu komerčního lesního hospodářství. V Konžské pánvi nalezneme přibližně 600 druhů stromů, včetně velice vzácných, jako například baobaby, mahagon, africké ořechy nebo limby. V oblasti deštných lesů žijí například okapi, horské gorily a šimpanzi. Jak fauna, tak flóra se liší v oblastech deštných lesů a savan. Avšak i na savanách najdeme vzácné druhy dřev, jako jsou červené cedry, palmy iroko a sabal. Ze zvířecí říše se zde objevují zebry, lvi, sloni, buvoli, bílí nosorožci (dnes už vyhynulý druh) a žirafy. Rozmanitost lze však najít i v množství ryb nebo ptáků.

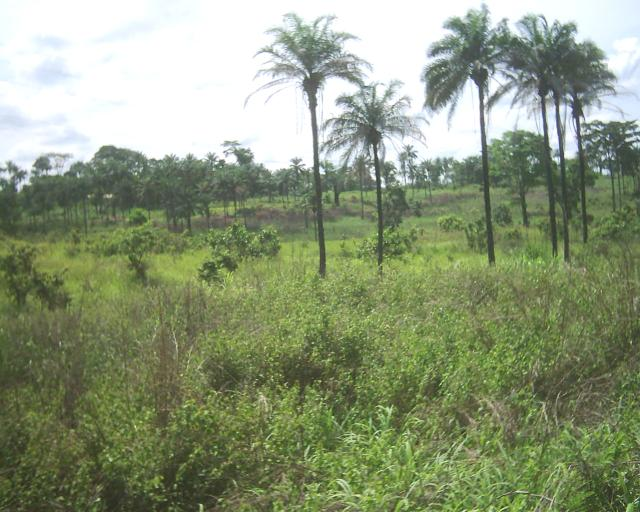
Krajina v provincii Bas-Congo
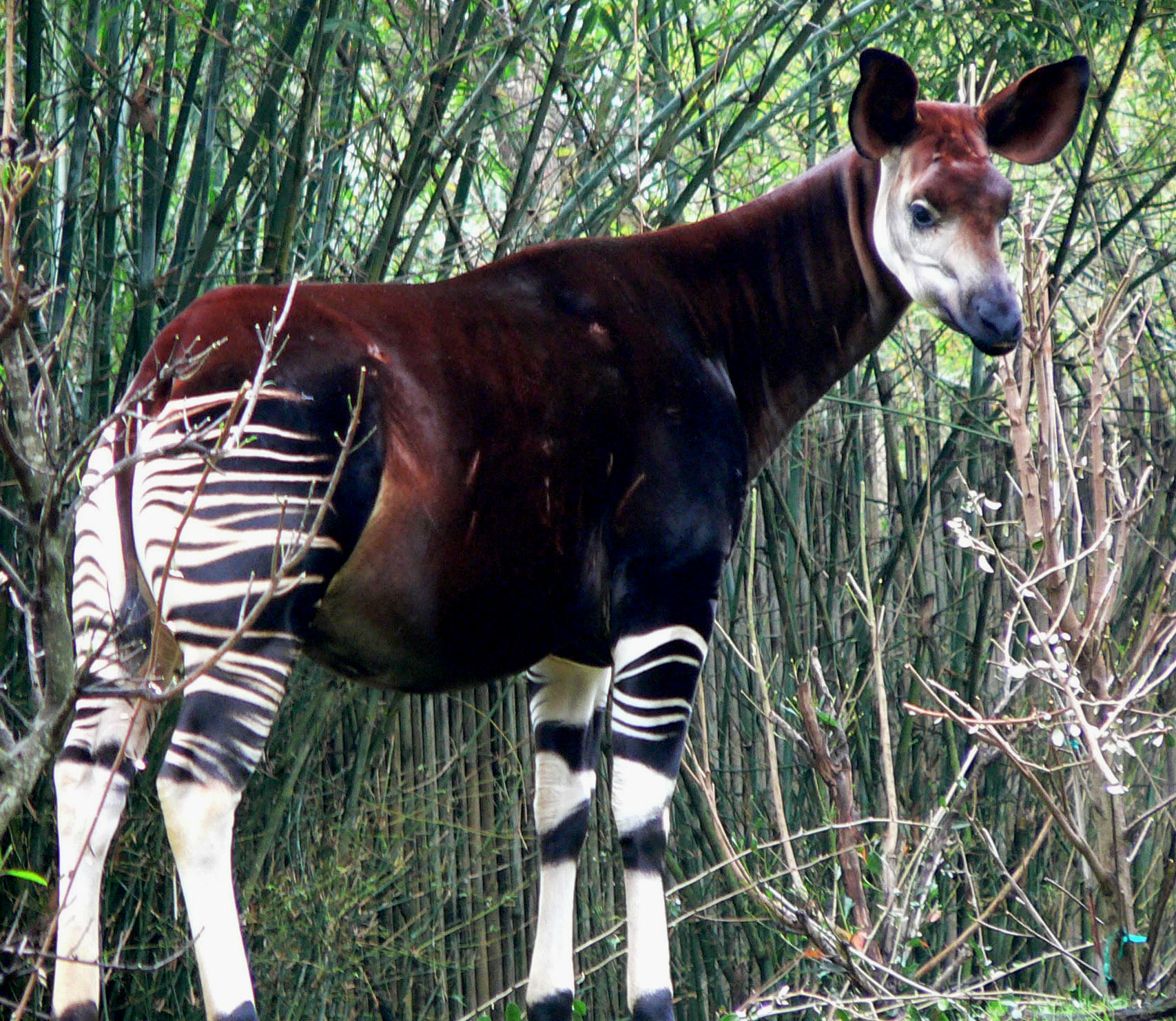
Okapi
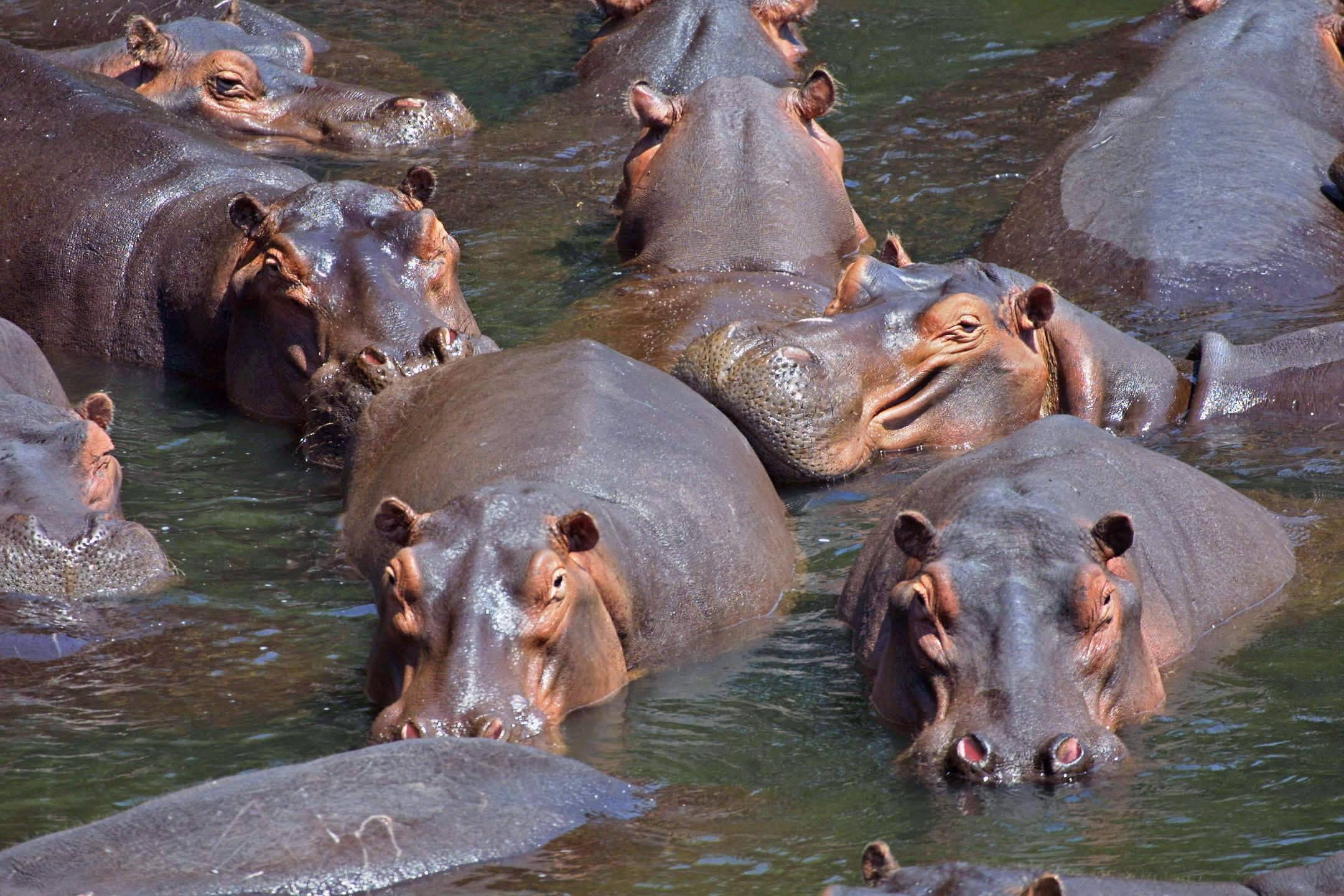
Hroch obojživelný
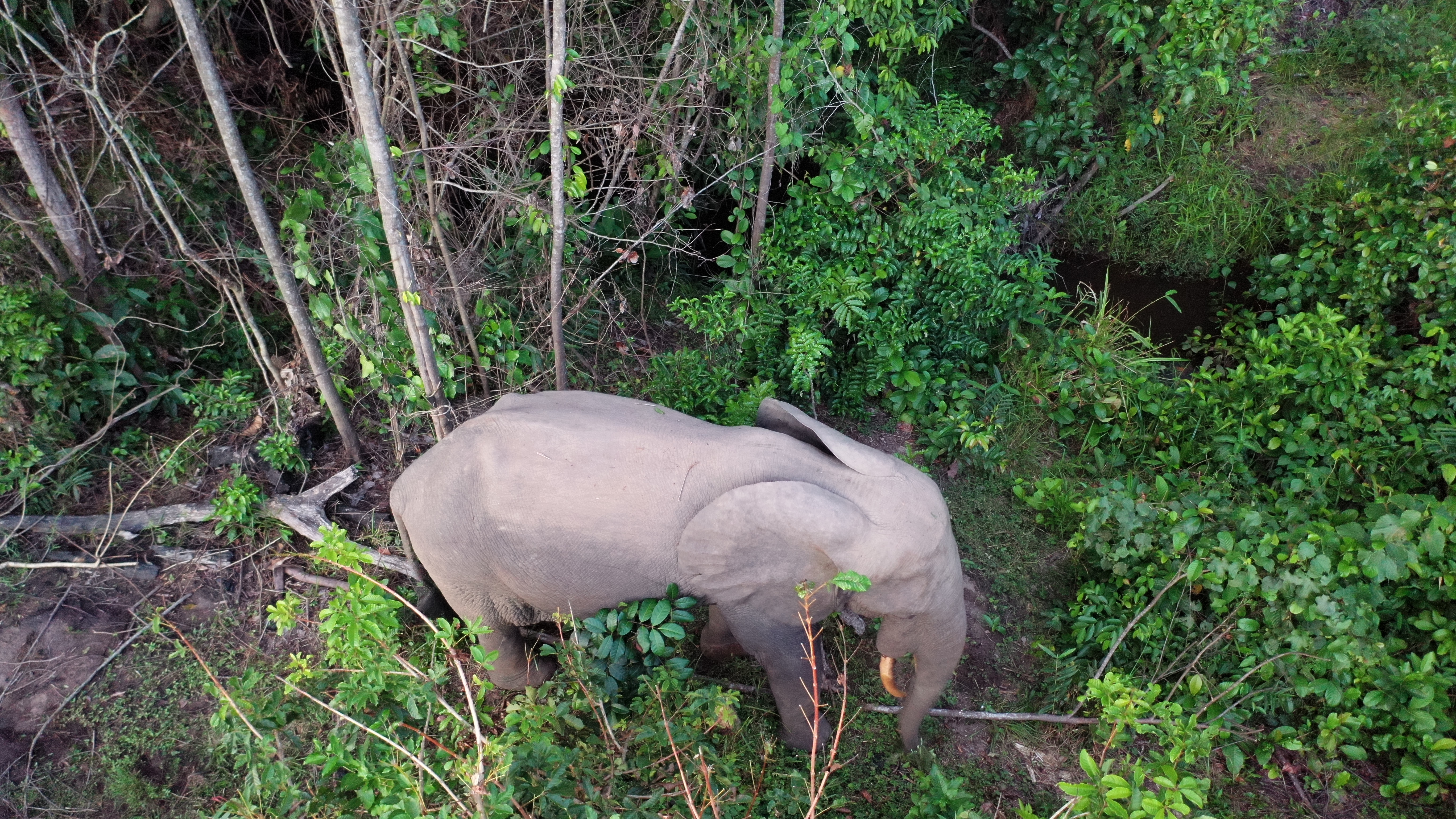
Slon pralesní
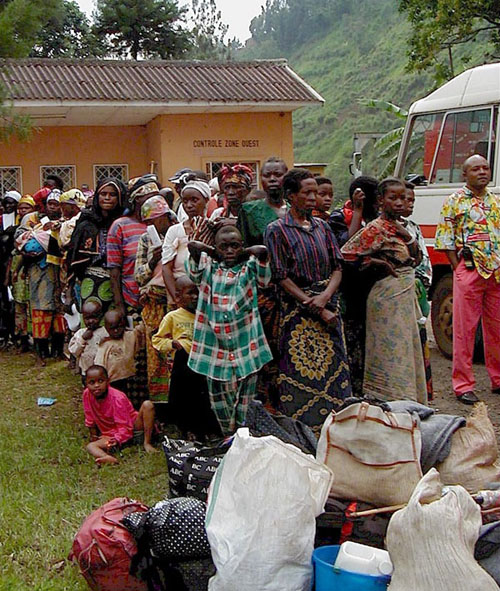
Uprchlíci na rwandsko-konžské hranici

### Kácení deštných pralesů
Konžský deštný prales je po amazonském druhý největší na světě a současně představuje jeden z nejúčinnějších přírodních systémů chránících stabilitu klimatu. Globální emise oxidu uhličitého do atmosféry způsobené odlesňováním tvoří 25 % celkového objemu lidmi vyvolaných emisí. Konžský prales obsahuje 8 % světových zásob uhlíku vázaných v živé hmotě. Odhaduje se, že případné vykácení pralesa v Konžské demokratické republice by do roku 2050 způsobilo uvolnění až 34,4 miliard tun CO2 – což je ekvivalent emisí Velké Británie za posledních šedesát let.

## Politický systém

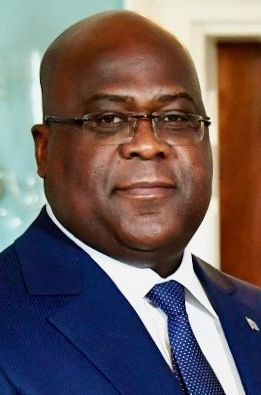
Félix Tshisekedi je prezidentem od roku 2019.

### Lidská práva
Podle Amnesty International dochází k rozsáhlému porušování lidských práv, včetně nuceného vysídlování celých komunit, při těžbě mědi a kobaltu, které jsou nezbytné pro výrobu většiny lithium-iontových baterií využívaných k napájení zařízení jako jsou elektromobily nebo mobilní telefony. V kobaltových dolech v Konžské demokratické republice pracuje okolo 40 tisíc dětí, často v podmínkách novodobého otroctví.

#### Násilí na ženách
Znásilňování žen v DR Kongo je v současnosti hodně diskutovaným tématem, především díky festivalu Jeden svět 2008 a snímku Hluboké ticho, díky kterému mj. i Člověk v tísni poslal půl milionu korun do DR Konga na podporu znásilněných žen. Především na východě země, kde se stále ještě bojuje, jsou ženy masově a často velice brutálně znásilňovány. V menší míře se to děje i na zbytku konžského území. Stíhání pachatelů je však započato v naprosto zanedbatelném počtu případů. Je to zapříčiněno mnoha faktory. Jedním z nich je například určitý nezájem ze strany státního aparátu o řešení těchto zločinů. Spoustu znásilněných žen to však také drží v tajnosti, aby uchovaly „dobré jméno rodině“. Některé rodiny a příbuzní znásilněných žen je nutí, aby se za muže, který je znásilnil, vdaly, nebo aby se místo podání žaloby nechaly uplatit, ať už penězi nebo jiným zbožím. Některé ženy jsou dokonce znásilňovány příbuznými po smrti manžela, což způsobuje to, že pokud nejsou vdané, tak s tím budou mít problémy a pokud vdané jsou, tak se s nimi manžel rozejde. Mnoho těchto žen končí v nemocnici, častokrát s velice vážnými zraněními. Například jen v roce 2005 v jižním Kivu museli lékaři v nemocnici ošetřit 42 000 žen. Na tento faktor poukázal v roce 2015 film belgického režiséra Thierryho Michela s názvem „Muž, který opravuje ženy“ (L'homme qui répare les femmes). Jedná se o dokumentární autentický snímek, jehož hlavním protagonistou je konžský lékař doktor Denis Mukwege. Film získal mnoho mezinárodních ocenění a doktor byl oceněn v roce 2014 Sacharovovou cenou.
Na začátku února 2025, po vpádu povstaleckého hnutí M23, došlo ve věznici v Gomě k hromadnému útěku čtyř tisíc vězňů. Předtím ovšem znásilnili několik set tamních vězeňkyň a věznici následně zapálili, přičemž zde vězeňkyně uhořely.

### Administrativní členění

Rozdělení Konžské demokratické republiky

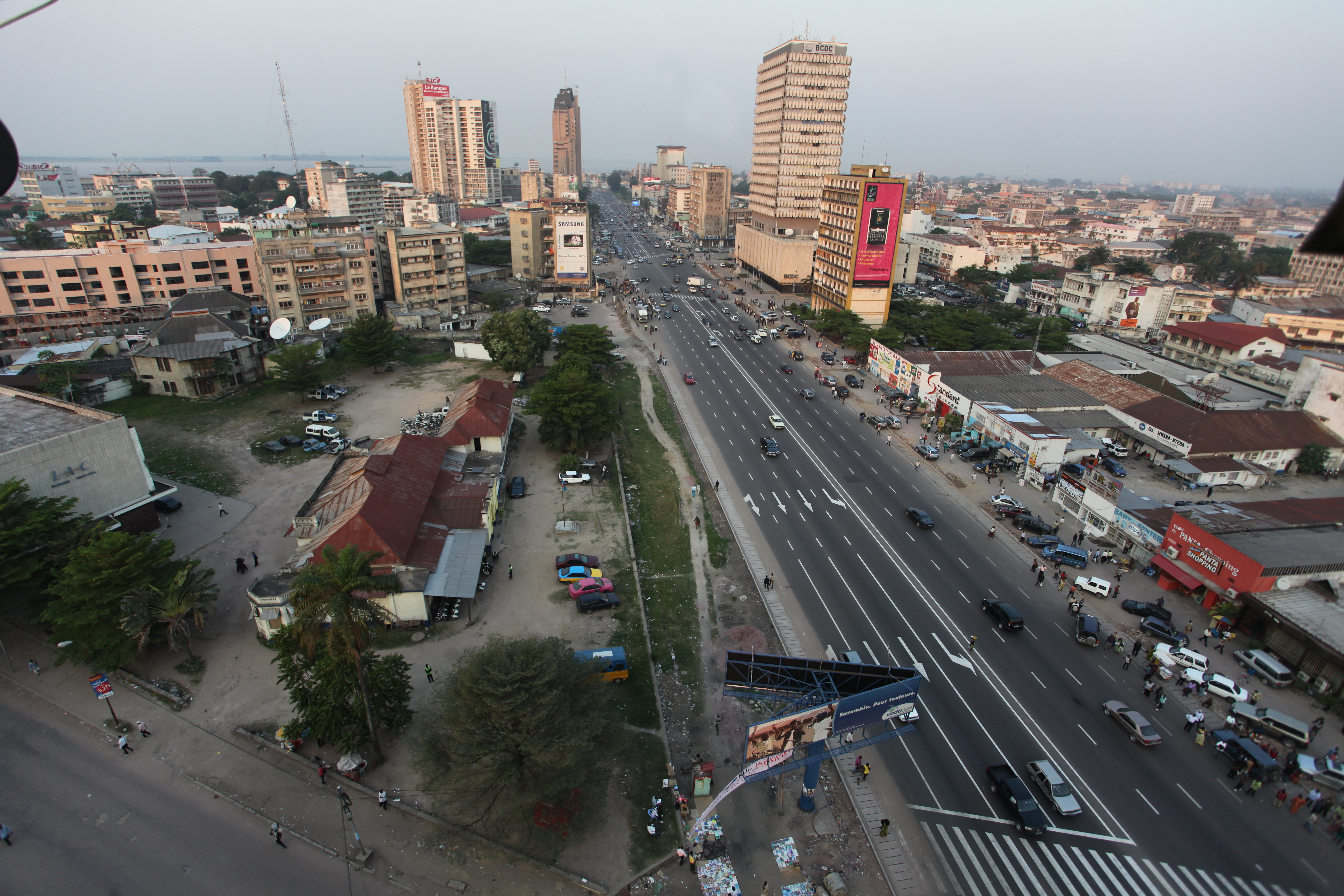
Hlavní město Kinshasa

Od roku 2006 je země rozdělena do 26 autonomních provincií. Oficiálně toto dělení platí od začátku roku 2009. Před rokem 2009 se stát členil na 11 provincií. Nové provincie se dále dělí na 192 teritorií (krajů) a ty se dělí na města a vesnice.
|     | Provincie      | Hlavní město |
| --- | -------------- | ------------ |
| 1.  | Kinshasa       | Kinshasa     |
| 2.  | Kongo central  | Matadi       |
| 3.  | Kwango         | Kenge        |
| 4.  | Kwilu          | Kikwit       |
| 5.  | Mai-Ndombe     | Inongo       |
| 6.  | Kasaï          | Luebo        |
| 7.  | Lulua          | Kananga      |
| 8.  | Kasaï oriental | Mbuji-Mayi   |
| 9.  | Lomami         | Kabinda      |
| 10. | Sankuru        | Lodja        |
| 11. | Maniema        | Kindu        |
| 12. | Jižní Kivu     | Bukavu       |
| 13. | Severní Kivu   | Goma         |

|     | Provincie           | Hlavní město |
| --- | ------------------- | ------------ |
| 14. | Ituri               | Bunia        |
| 15. | Haut-Uele           | Isiro        |
| 16. | Tshopo              | Kisangani    |
| 17. | Bas-Uele            | Buta         |
| 18. | Nord-Ubangi         | Gbadolite    |
| 19. | Mongala             | Lisala       |
| 20. | Sud-Ubangi          | Gemena       |
| 21. | Rovníková provincie | Mbandaka     |
| 22. | Tshuapa             | Boende       |
| 23. | Tanganyika          | Kalemie      |
| 24. | Haut-Lomami         | Kamina       |
| 25. | Lualaba             | Kolwezi      |
| 26. | Haut-Katanga        | Lubumbashi   |

### Největší města
V současnosti (2008) se na území Demokratické republiky Kongo nachází asi 31 velkoměst, v nichž žije celkem 36 % populace země.
Kinshasa – 9 500 000;
Mbuji-Mayi – 2 500 000;
Lubumbashi – 1 700 000;
Kananga – 1 400 000;
Kisangani – 1 200 000;
Kolwezi – 1 100 000;
Mbandaka – 850 000;
Likasi – 600 000;
Boma – 500 000

## Ekonomika

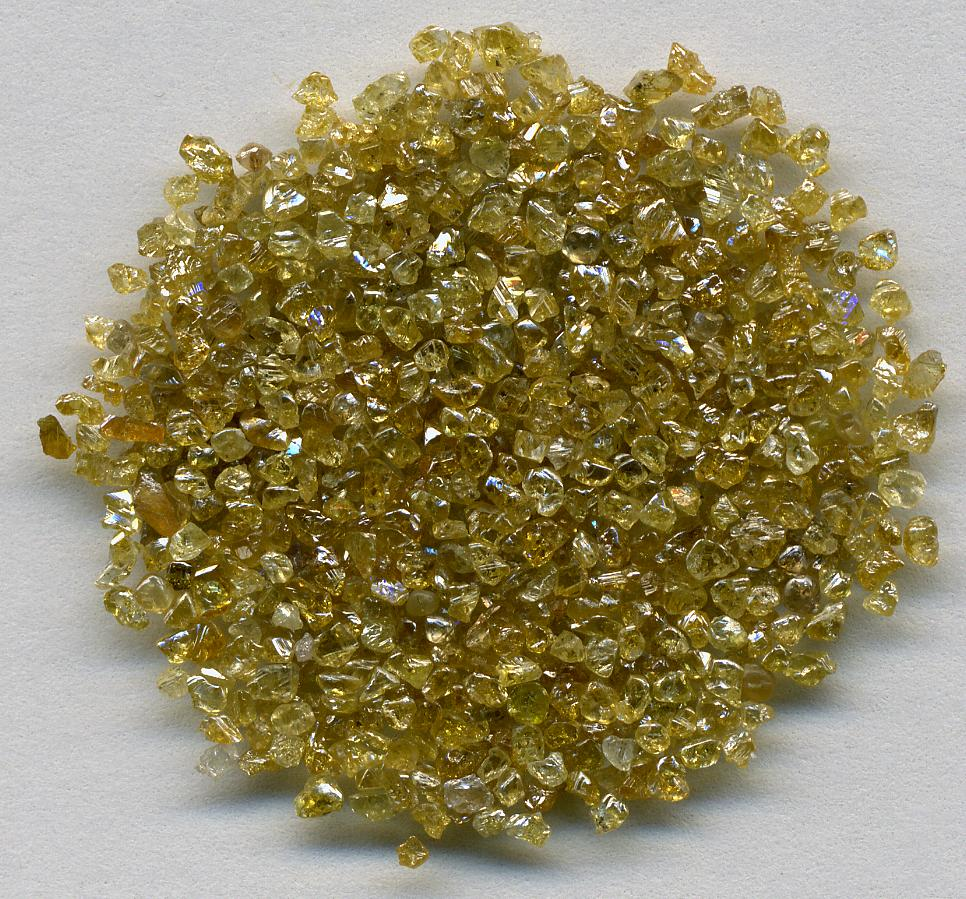
Hrubé diamanty o velikosti ~1 až 1,5 mm z DR Kongo.

Přes obrovské nerostné bohatství se Demokratická republika Kongo potýká s velikými ekonomickými problémy. Ty způsobila jak kleptokratická podstata Mobutova režimu, tak nedávné konžské války a Kongo se tak řadí mezi nejchudší země světa. Dramaticky poklesly vládní příjmy a vzrostl zahraniční dluh. Hospodářské problémy vyústily v hladomor, který měl spolu s nemocemi na svědomí až 3,8 milionů obětí. Zahraniční obchod rapidně poklesl, díky nejistému výsledku občanské války, ale také kvůli špatným provozním podmínkám a zcela nedostatečné infrastruktuře. Ke konci roku 2002 se situace stabilizovala a postupně se začala mírně zlepšovat.
Demokratická republika Kongo oplývá značným množstvím nerostných surovin. Nachází se zde téměř polovina všech lesních porostů v Africe. Významné jsou naleziště diamantů, mědi, zlata, kobaltu, koltanu, uranu a tantalu. Většina z těchto nerostných surovin leží na východě země, v oblasti, kde zasahuje Velká příkopová propadlina, což je také příčinou neustávajících konfliktů v této oblasti. Země vyváží také ropu nebo kávu.
Při těžbě kobaltu potřebného při výrobě baterií do elektromobilů jsou v Konžské demokratické republice, která dodává více než dvě třetiny kobaltu na světě, káceny tropické deštné lesy a využívána dětská práce.

### Cestovní ruch
Nejvhodnější dobou pro návštěvu území na sever od rovníku jsou měsíce prosinec a leden, na jih od rovníku je to červen a červenec. Přírodní mocnost centra Afriky střeží pět pokladnic živé i neživé přírody, zapsaných do seznamu světového přírodního dědictví pod ochranou UNESCO. Tři národní parky jsou soustředěny při východních hranicích země (Kahuzi-Biega, Okapi, Virunga). Na severu, v sousedství Středoafrické republiky, leží chráněná oblast Garamba a v centru západu pak nepřístupná rezervace v povodí řeky Salonga. Kahuzi-Biega chrání porost tropického deštného lesa v okolí dvou vyhaslých vulkánů s populací 200-300 goril horských a dalších primátů. Přírodní rezervace Okapi chrání především asi 30 000 jedinců lesního příbuzného žiraf, okapi pruhované. Světoznámý park Virunga se nachází v „Měsíčných horách“ centrální Afriky v nadmořské výšce 800 až 5 000 m n. m. Žijí zde gorily horské a další zvířata. Některé ze zdejších sopek jsou doposud aktivní. Národní park Garamba chrání velká zvířata jako žirafy, hrochy, nosorožce nebo slony, které jsou terčem pytláctví. Národní park Salonga tvoří převážně tropický deštný les, v němž žijí pralesní sloni a buvoli. Všechny tyto chráněné přírodní oblasti jsou z hlediska cestovního ruchu velice znehodnoceny špatnou infrastrukturou.

## Obyvatelstvo

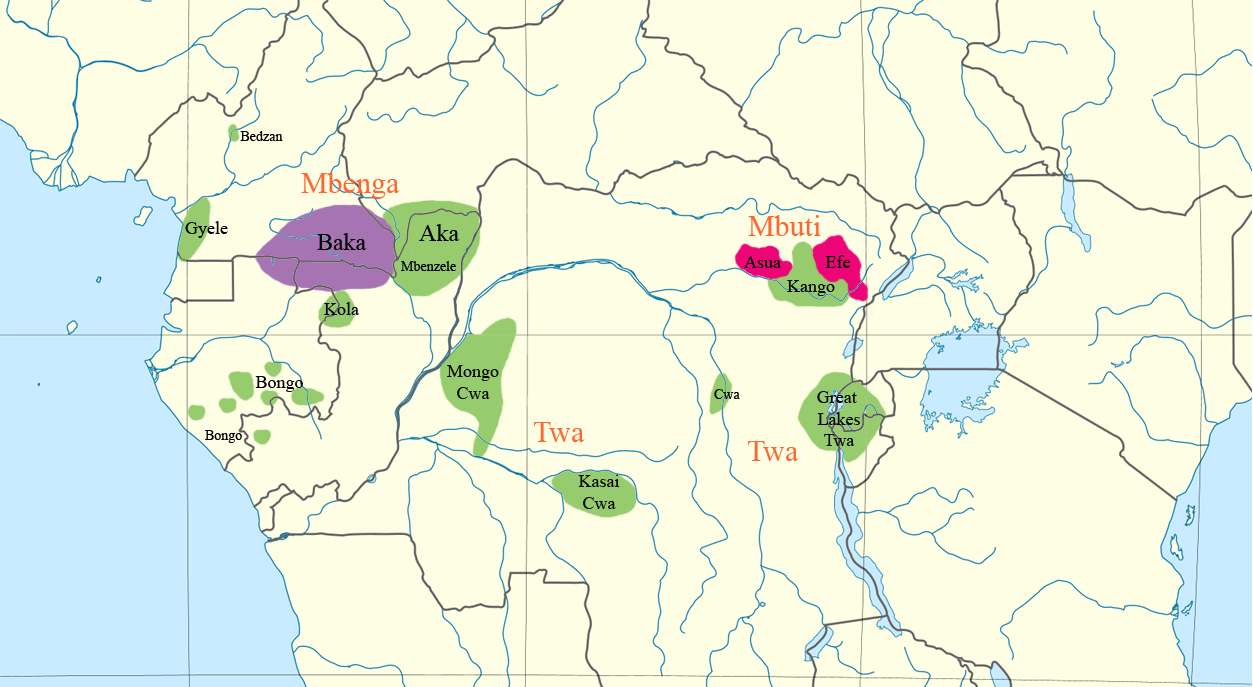
Pygmejové, kterých žije v Kongu několik set tisíc, jsou původními obyvateli střední Afriky

Hlavní bantuské jazyky v Konžské demokratické republice

Negramotných obyvatel je kolem 42 %, 15 % má středoškolské a 1 % vysokoškolské vzdělání. Průměrná délka života se pohybuje v rozmezí 43–49 let. Dlouhodobou podvýživou trpí přes 40 % obyvatel.

### Etnické skupiny
V Konžské demokratické republice žije přibližně 250 etnických skupin. Většinu obyvatel tvoří příslušníci bantuských národů. Nejpočetnější národy jsou Luba (18 %), Kongo (16 %) nebo Mongo (13 %).
V Konžské demokratické republice žije 100 000 až 660 000 Pygmejů. Obyčejně se má za to, že Pygmejové jsou přímými potomky lovecko-sběračských národů střední Afriky a jejího deštného pralesa ze střední doby kamenné.

### Jazyky
Jazyky většiny obyvatel se řadí do nigerokonžské jazykové rodiny, převážně benue – konžské větve, avšak oficiálním jazykem je francouzština. Rozšířená je svahilština, čilubština, konžština (tj.kikongo) či ngalština (tj.lingala) .

### Náboženství
Přibližně 80 % obyvatel jsou křesťané, z toho asi 50% katolíci a 20% protestanti. Obyvatelé, kteří nevyznávají křesťanství, jsou většinou animisté, nebo vyznávají různé synkretické afro-křesťanské sekty. Nejpopulárnější z těchto sekt je kimbanguismus. V této sektě viděli Belgičané, jakožto kolonizátoři, hrozbu, tudíž byla zakázána. Tato sekta má v současné době přibližně 3 milióny členů.
Podle statistiky z roku 2014 je náboženská příslušnost následující: římští katolíci 29,9 %, protestanti 26,7 %, další křesťanské církve 36,5 %, kimbanguisté 2,8 %, muslimové 1,3 %, ostatní méně zastoupená náboženství 1,2 %, bez vyznání 1,3 %, nespecifikováno 0,3 %. Vedle v zásadě nekonfliktních nových afrických církví se v regionu také zrodily africké křesťanské církve s vyhrocenějšími postoji, které například hlásaly, že Bůh by k Afričanům jistě neposlal bílé kazatele, kteří jim nerozumí, a tak byly ke katolickému i protestantskému křesťanství velmi podezřívavé. Tak byl v roce 1921 v tehdejším Belgickém Kongu založen kimbanguismus – synkretické sektářské učení vyznávané věřícími tzv. Církve Ježíše Krista na Zemi. Tito sektáři vyznávají, že skutečný Ježíš byl údajně černé pleti, neboť Ježíš bílé pleti by nebyl určen jim. Podle afrikanisty O. Havelky vyznává v demokratickém Kongu mnoho křesťanů (napříč denominacemi) zároveň některé z lokálních tradičních náboženství (vícečetná náboženská identita), případně synkretismus křesťanství a tradičního náboženství. Rozšířen je kult předků, přítomné je náboženství bwiti a náboženské fenomény jako Nkisi Nkondi. V zemi je také rozšířené africké čarodějnictví, zejména ve formách azande, kindoki a tfu. Čarodějnictví je chápáno jako palčivý společenský problém. V zemi jsou rovněž tzv. vyhledávači čarodějů.

### Vzdělání
V zemi se aktuálně nachází asi jen 22 univerzit, z nichž největší a nejvýznamnější je University of Kinshasa nebo University of Lubumbashi.

## Kultura
K nejpopulárnějším zpěvákům Afriky patřil Papa Wemba. Byl představitelem, mimo jiné, hudebního stylu soukous, který vznikl právě v Kongu.

### Kuchyně

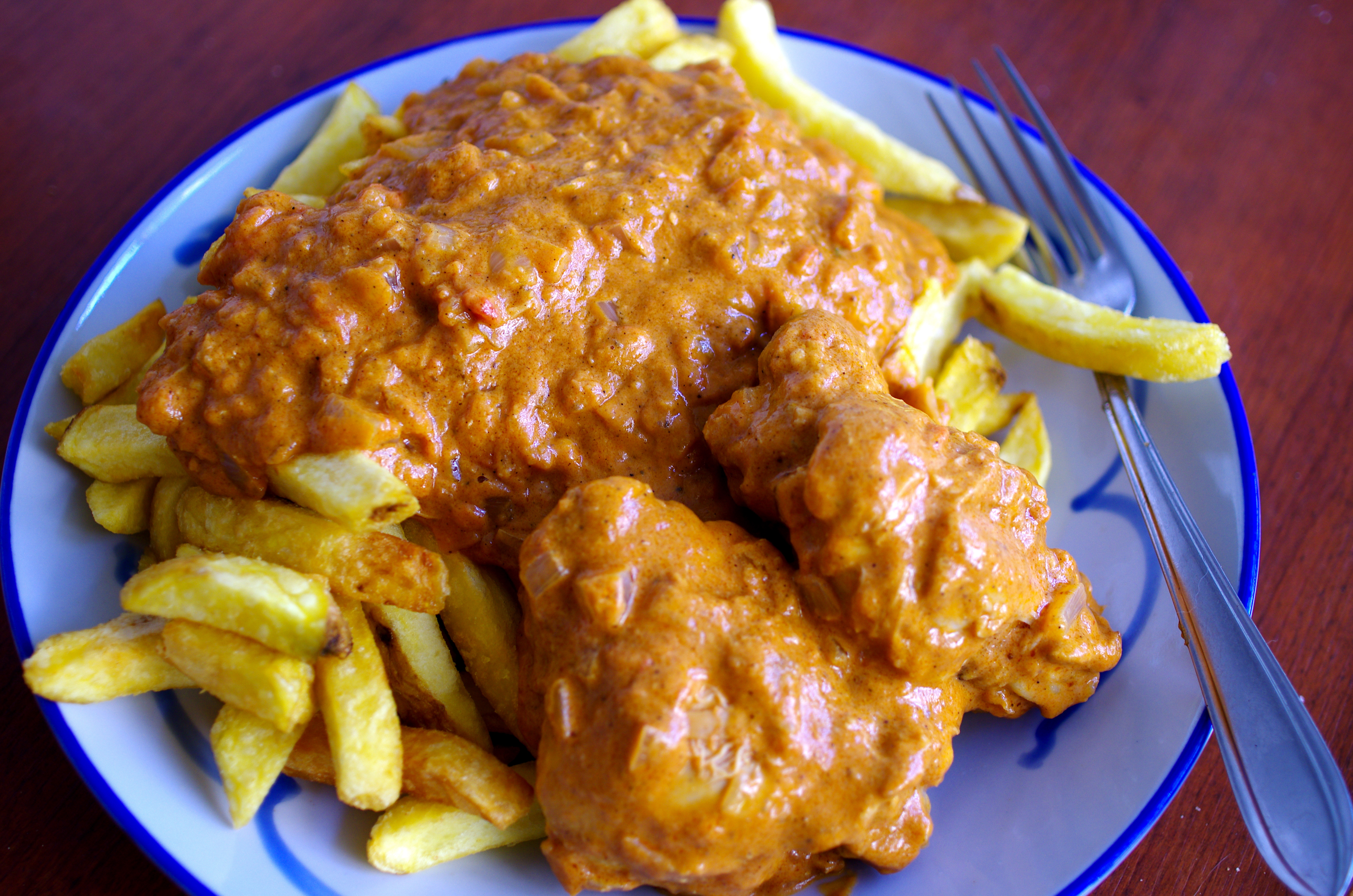
Kuře moambe s hranolky

Za národní jídlo je považováno moambe, pokrm z kuřecího masa, cibule, arašídů a případně i dalších ingrediencí. Oblíbený je i pokrm z manioku a banánovníkových listů zvaný chikwanga. Z namletých listů manioku je i saka saka. Maboke je ryba vařená v listech marantu. Rybím pokrmem je také satori, filé z tilapie smažené s plantainy, dýňovými semínky a česnekem. Jako téměř v celé subsaharské Africe je typickou přílohou fufu, ochucovadlo pak pálivá omáčka pili pili. Místní specialitou je alkoholický nápoj White elephant. Skládá se z rumu, kokosu a mléka. Oblíbené je i palmové víno.

### Sport
Konžský basketbalista Dikembe Mutombo uspěl v severoamerické NBA, osmkrát se dostal do all-stars týmu této soutěže. Úspěšná je konžská basketbalová reprezentace žen, která již třikrát vyhrála mistrovství Afriky (AfroBasket), v letech 1983, 1986 a 1994. Fotbalová reprezentace dvakrát vyhrála Africký pohár národů (1968, 1974), roku 1974 se podívala i na mistrovství světa.